# Сјенички овчији сир
Сјенички овчији сир је врста белог масног сира у саламури, израђена од пуномасног сировог овчијег млека, и заједно са крављим сиром један је од три призната са територије Пештарске висоравни и Златиборског округа (други је сјенички крављи а трећи златарски сир) са подручја Златиборског округа. Сир се производи у селима сјеничке и тутинске општине (осим у селима Горње Лопиже и Доње Горачиће). Веома је цењен на тржишту, посебног је укуса и прави се од овчијег, или од овчијег и крављег млека (позант као мешанац), од млека стоке која већи део године проводи на пештерским пашњацима високе нутритивне вредности.
Иако има доста сличности са Сјеничким сиром (пореклом из истог округа), сјенички овчији сир се разликује, нарочито за мање информисаног потрошаче, у бројним аспектима производње и својствима производа. Као бренд са ознаком географског порекла, овај сир је заштићен у Заводу за заштиту интелектуалне својине Републике Србије. Како је производња овчијег млека сезонског карактера, традиционално мужа и производња сира почиње маја и траје до августа а понекад и до септембра.

## Историја и положај региона у коме се производи
Историја Пештерске области почиње од државе Стефана Немање, Старе Рашке, или Старог Влаха, историјске и географске области на југозападу Србије, која Обухвата области северно од реке Лима и источно од Дрине, у сливу Моравице и Увца северно од Сјенице. На западу се Стари Влах граничи са Босном, на југозападу са Херцеговином, на југоистоку са Рашком облашћу, на истоку са Шумадијом, а на северу са Колубарском облашћу.

Први помен имена Стари Влах био је у повељи Стефана Немање манастиру Студеница из 1196. године, којом рашки властелин даје манастиру поклоне у селима и људима. Тамо се, између осталог, каже: 
| „ | ’’От Косова пшеница да доходи о Михољдне… и от Старога Влаха благота (сточни и млечни производи) да доходи о Митровдне… из Зете риба да доходи’’. | ” |

 Како се Стари Влах још од средњег века сматрао подручјем са сточарством као најинтезивнијом привредном граном: захваљујући природним условима, историјски гледано овај део Србије често је прелазио из руке у руку различитих освајача и био изложен честим променама етничке структуре услед миграција становништва, што је условило и специфичан друштвено историјски контекст производње Сјеничког овчијег сира на овом подручју.
Стари Влах је планинска регија, препуна пашњацима, што је утицало на то да се становништво претежно бави сточарством. Отуда и потиче име регије – „влах”, од назива за сточара. Данас је ово подручје административно у оквирима Златиборског и Моравичког округа. Обухвата општине Прибој, Пријепоље, Нову Варош, Чајетину, Ужице, Ариље и Ивањицу, као и делове општине Сјенице. Ова област која је богата водом, има неколико масива, Златибора и Златара. Они одређују поделу Старог Влаха на Златиборски Стари Влах (обухвата планину Златибор и Ужице), Моравички Стари Влах (обухвата слив Моравице) и Златарски Стари Влах (обухвата Златар).
Први записи о производњи сира на Сјеничко-пештерској висоравани потичу из предримског доба када су описана Средњобалканска племена по имену Дарданци (сточари-полуномади) који су правила чувени дардински сир. Код Дубровчана овај веома тражени сир је био познат као „влашки“ или „моровлашки“ као стари слани сир, стари влашки сир. У старој влашкој Сјенички овчи сир је био један од главних извозних артикала, а због свог квалитета био скупљи од овнујског меса. 
С краја 19. и с почетка 20. века, Сјеница је била средиште сточарства и сточне трговине. Годишње се из Сјенице извозило за Солун око 3.000 метричких центи сира. На већој цени били су сиреви који су се производили предходног лета и јесени, јер су могли дуго да стоје

## Географске одлике подручја на коме се производи сир
Као посебне мање природно-географске целине, на површини од 63 km², у којима се производи сјенички овчији сир, истичу се Сјеничка висораван и Сјеничка котлина. Нижи део Пештерске висоравни је Пештерско поље по којем је некада текла понорница Бороштица па је и по томе ово поље слично крашким пољима. Сјеничка висораван се може сврстати у кокотлине, док Пештерско поље има карактеристике крашке површи и више је од Сјеничке висоравани у просеку од 150 до 200 m. 
Просечна надморска висина Пештерске висоравни је између 1.100 и 1.200 m, док је Сјеничка котлина коју чине њен обод и Сјеничко поље ниже надморске висину за 150 до 200 m од Пештерске висоравни. У овом делу се налази и градско насеље. 
Најнижи делови ове општине су Куманица на обали Лима 480 m, граница сјеничке и новопазарске општине у Белим водама 520 m и у ушће реке Кладнице у Увац 905 m надморске висине. Цео простор је скоро ограђен планинама Голијом, Јавором, Златаром, Јадовником, Гиљевом, Жилиндаром, Нинајом, Тројаном, Сухаром. Највише тачке су: Јанков камен 1.833 м, Катунић на Јадовнику 1.734 м, Озрен 1.680, Златар 1.627, Јеленак на Гиљеви 1.617, Жилиндар 1.616, Ограђеник на Јавору 1.445, Хомар 1.461, Жабрен на Сухару 1.416 и Велика Нинаја 1362 m. 
Читав овај изванредан природни амбијент има све карактеристике крашких површи у којој преовлађују кречњачке стене и правим примерима крашког рељефа.

## Карактеристике подручја
Карактеристике подручја са кога се добија млеко од ког се производи Златарски сир су: географске одлике и флористички састав и вегетацијска композицију биљног покривача.

### Географија подручје
Производња млека за припрему Сјеничког овчијег сира одвија се на прецизно дефинисаном географском подручју Пештерске висоравни, о чему произвођачи воде евиденцију. Такође произвођачи су дужни да системом следљивости докажу порекло хране којом хране грла за производњу млека од којег се производи Сјенички овчији сир.
Рашчлањеност рељефа
Рашчлањеност рељефа  — Пештерске висоравни на којој се обавља испаша стоке огледа се кроз вредност која се добија рачунским путем.
ВБМС = (садржај влаге/ укупна маса  — садржај млечне масти) X 100 надморске висине.
Напомена: Висинска разлика од 1.200 м указује на знатну расчлањеност рељефа Пештерске висоравни.
Геолошки састав
Геолошки састав — Пештерске висоравни карактерише највеће распростарањење тријаски седимента заступљених дијабаз рожнацима и кречњачко – доломитском серијом.

### Флористички састав и вегатецијска композиција биљног покривача
Напред наведене географске карактеристике Пештерске висоравни умногоме се одражавају и на флористички састав и вегетацијску композицију биљног покривача. Сама висораван је тако постављена да се налази у прелазној зони три биогеографске целине, које су обогаћене пратећом вегетацијом првенствено орогеографски дефинисаном.
На природним пашњацима заступљене су биљне врсте доброг и средњег квалитета са аспекта исхране домаћих животиња: жути звездан, црвена детелина, грахорице, јежевица, разне врсте вијуљка, мачји репак...

## Својства производа

### Специфичан укус сира
Сензорне особине Сјеничког овчијег сира се разликују од других сличних сирева због:
- квалитетног сировог млека пореклом од сјеничке овце која се гаји на Сјеничко-пештерској висоравни (поростору са специфичним климатским и флористичким посебностима),
- аутентичне технологије израде,
- сложених биохемијских реакција условљених деловањем аутохтоне културе микроорганизама и природних фермената млека и сирила,
- брига за квалитет сира која почиње од исхране оваца, израде сира и његовог начина сазревања и складиштења.

## Процес производње
Прерада млека на месту производње
Примарна обрада млека на месту производње значајно утиче на очување карактеристичних својстава млека, јер се оваквим начином избегавају дуга складиштења, транспорт и мешање млека различитог квалитета. Тиме се сва својства млека преносе на Сјенички овчији сир, који поприма препознатљиве особине укуса, мириса и изгледе.
Прерада млека на месту производње у Сјенички овчији сир може обављати у домаћинствима и малим млекарским погонима на Пештерској висоравни, као што су фарме, земљорадничке задруге и мале млекаре.
Мужа и филтрирање млека
Процес муже се врши код здравих оваца са дефинисаног географског подручја Пештерске висоравни, у јутарњим и вечерњим сатима током целе године. Мужа млека се врши претежно ручно, а процесу муже претходи припрема вимена (прање и дезинфекција).
Одмах након муже млеко се грубо филтрира кроз платнену тканину и сипа у одговарајуће пластичне или емајлиране посуде. 
Подсиривање млека
Подсиривање млека почиње додавањем сирила у количини од око 1,5‐2 мл/л, уз стално мешање како би се постигла хомогензација. Температура млека које се подсирава креће се у распону од  29‐35 °C и одређује се искуствено. Температура просторије у којој се врши подсиравање креће се у распону од 20‐25 °C, а процес подсиравања траје најмање 2 сата. Како би се сачувала температура млека, посуда у којој се врши подсиравање прекрива се платном и умотава дебљом тканином. 
Обрада и цеђење груша
Формиран груш  (жетица) се након сат времена реже унакрсно и оставља да стоји пола сата до сат времена да би се издвојила сурутка. Када се издвоји сурутка груш се пребацује у платнене крпе (грудњаче) и притеже. Након неколико минута поново се пресложе грудњаче, притегну, притисну дрвеним кругом или каменом и оставе да стоје како би се издвојила сурутка
Пресовање и сечење груде сира
Пресовањем се цеди сурутка и обликује груда сира. Маса груша није чврста тако да се у грудњачама дефинише дебљина кришке. Дебљина груша у грудњачама је од 5 cm, а процесом пресовања се своди на 3 cm, што није коначна дебљина кришке Процес пресовања траје 4‐6 сати, а крај пресовања се одређује искуствено. Дужина процеса пресовања је у вези са структуром пресека кришке, односно величином и бројем рупица на пресеку (дужим процесом пресовања добија се чвршћи сир).
Након завршеног процеса пресовања ножем се врши сечење груде на правилне кришке правоугаоног облика и димензија 10‐15 cm x 10‐15 cm, или неправилног облика дебљине 3 до 5 cm. 
Слагање и солење груда
Кришке сира се слажу у пластичну или дрвену амбалажу тако што се прво посоли дно посуде, након чега се наизменично слаже ред сира ред соли. Количина соли која се користи одређује се искуствено. Након слагања сира до врха посуде, на врх се ставља дрвени круг и камен да се сир оптерети  (притегне) или само поклопац, ако се ради о пластичној кантици. Овако припремљен сир се оставља да зри. Кришке морају бити у потопљене у сурутку и несмеју испливати на површину.
Зрење сира
У првим данима зрења сира (које траје најмање 60 дана), процес зрења почиње сопственој сланој сурутки у просторији чија је температура од 20 до 25 °C. Затим се сир премешта у хладније просторије где се температура креће од 10 до 15 °C. У колико се након 2‐3 дана уочи појава слегања сира врши се доливање сурутке (опет сланом овчијом сурутком). У каци, тесто сира је збијено, а површина сира треба да је увек прекривена сурутком. 
Нега и складиштење сира
Сјенички овчији сир се складишти и чува у дрвеним или пластичним амбалажним јединицама на хладном месту (на приближно 10 °C) заштићен од светлости. Горе описане мере за негу сира спроводе се и све време током процеса складиштења.

## Производња и проблеми
Тачне количине Сјеничког сира произведеног у једној години нису утврђене, али процене иду од 300 до 350 тона за овчији, и до 900 до 1.200 тона за крављи сир. И док је Сјенички овчији сир сезонског карактера, крављи сир се производи током целе године. Највећи део се продаје на зеленим пијацама Србије, директном продајом, а пре свега преко мреже трговаца и посредника са ресторанима, угоститељским објектима и дијаспором. 
У летњем периоду стока се напаса на ливадама и пашњацима и њено кретање је слободно, што омогућава квалитетнију испашу, у односу на зимски период, када се примењује шталски систем гајења у затвореном простору. 
Како неколико млекара на територији општине Сјеница, производи пастеризован сир, они користе технологију, због које сир губи своја специфична својства, па то више није традиционални сјенички сир од свежег, необраног млека, већ индустријски произведени сир.